# 卡斯特尔博诺
卡斯特尔博诺（義大利語：Castelbuono），是意大利西西里大区巴勒莫广域市的一个市镇。总面积60.51平方公里，人口9306人，人口密度153.8人/平方公里（2009年）。ISTAT代码为082022。

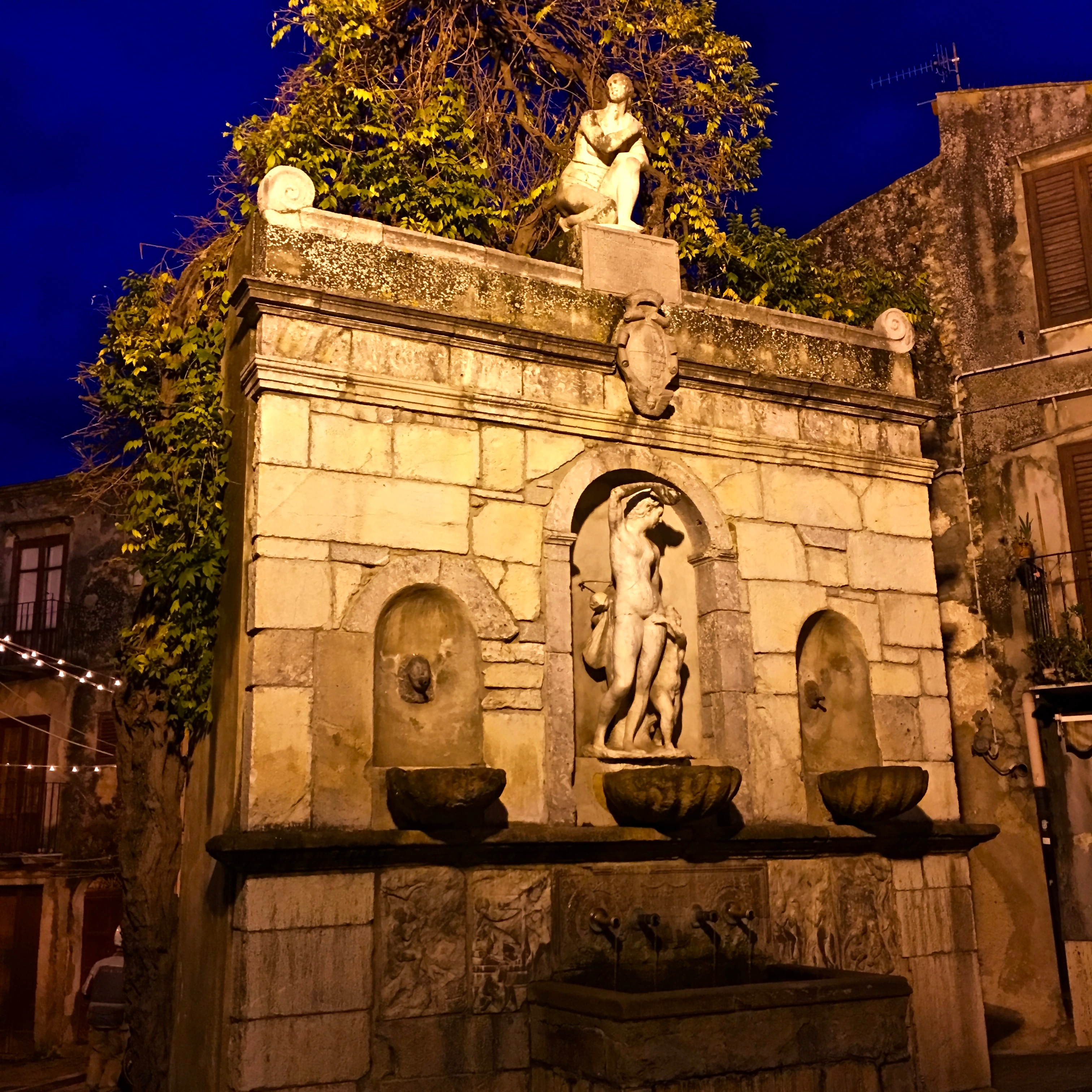
水泉

卡斯特尔博诺的名称来自于当地的一座城堡，市镇是在14世纪环绕这座城堡形成的。城堡也是它最著名的名胜。

## 位置和数据
卡斯特尔博诺位于巴勒莫东南93千米处，离地中海海岸约15千米。馬多涅山脈的最高峰位于市镇西南。
市镇上的居民主要从事农业。
卡斯特尔博诺的周边市镇有切法卢、杰拉奇锡库洛、伊斯内洛、下彼得拉利亚、圣毛罗-卡斯泰尔韦代等。

## 历史
西库尔人最早在此建造居民地。1316年文蒂米利亚家族的伯爵佛朗西斯科一世开始在当地的一座小山上建造城堡。城堡的原名是Castello del buon aere（好空气城堡），从这个名称演化到今天的市镇名称（意思是好城堡）。
这座城堡文蒂米利亚伯爵的首府，从1595年开始是文蒂米利亚王子的首府。17世纪里文蒂米利亚家族的许多成员从巴勒莫搬到城堡来住，因此城堡被大幅度改造。因为它位于一座山谷的下方，这座城堡从来没有过真正的战略意义。这座城堡结合了阿拉伯、诺尔曼和施瓦本的建筑风格；它立方体的样子使人想起阿拉伯建筑的样子，它正方形的塔楼虽然结合在楼面里，但是依然反映出诺尔曼建筑风格，而它的垛墙和圆形的塔楼则反应出施瓦本的建筑风格。
欧洲历史最悠久的公路跑步1912年首次在卡斯特尔博诺举办，它每年一度一直延续到今天。

## 经济

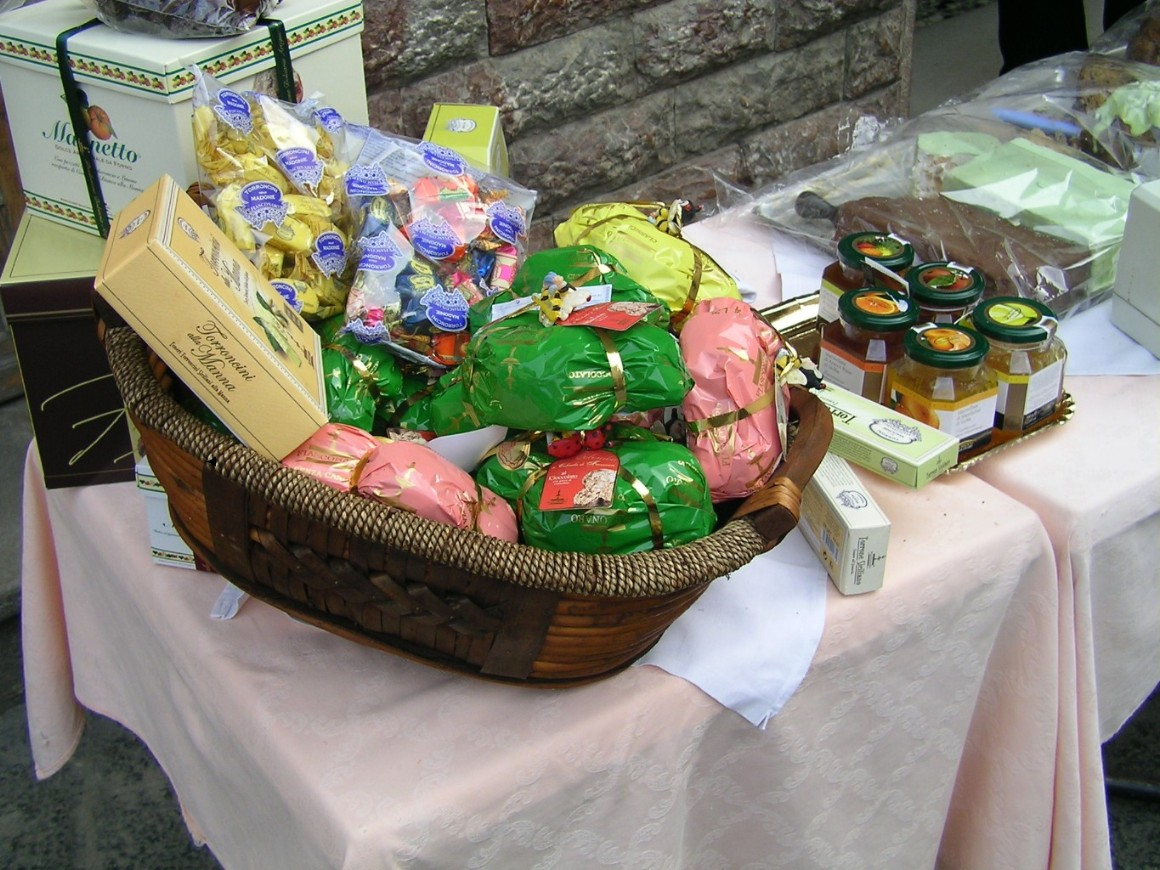
当地产品

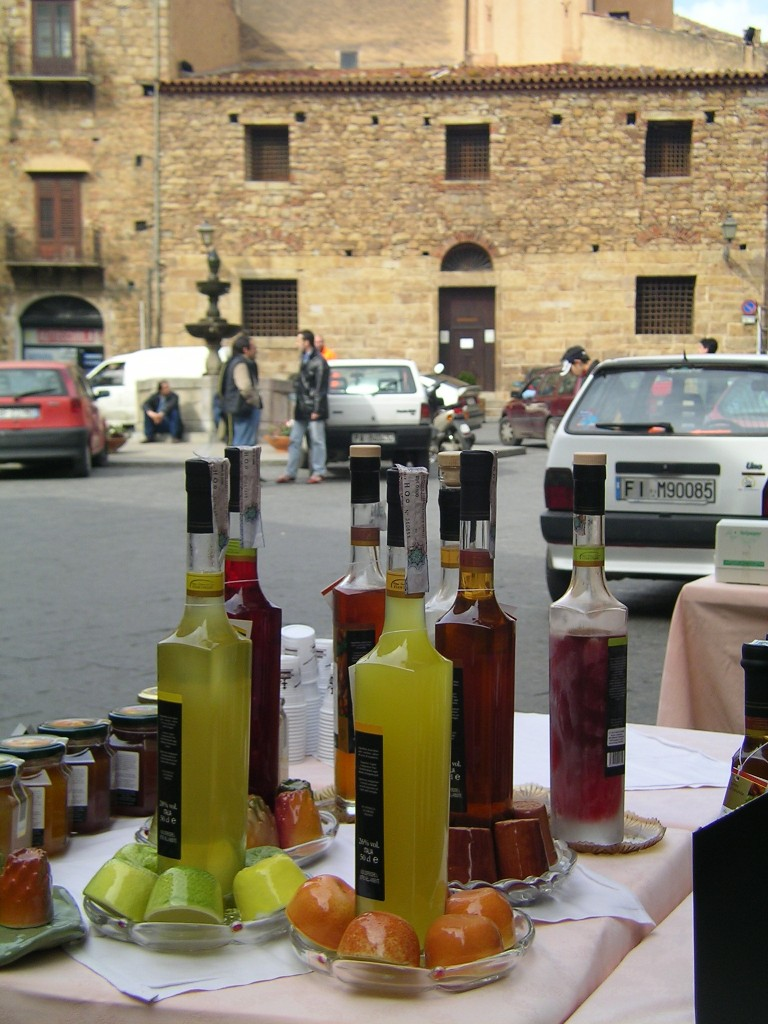
当地产品

卡斯特尔博诺的特产之一是当地的花梣生产的一种树脂，它被称为马纳。这个产品有泻药的作用，有时也被用来作为甜料。当地的马纳生产者合作社保障产品质量以及协调市场调节。市镇17%的面积是花梣树林。盖伦和迪奥斯科里德斯就已经描写过这个产品，过去在整个地中海沿海都有生产，今天只有在馬多涅山脈地区还有生产。马纳的成品包括一种有点类似意大利麵包的蛋糕。除甜食外编织也是卡斯特尔博诺的重要经济支柱。

## 名胜

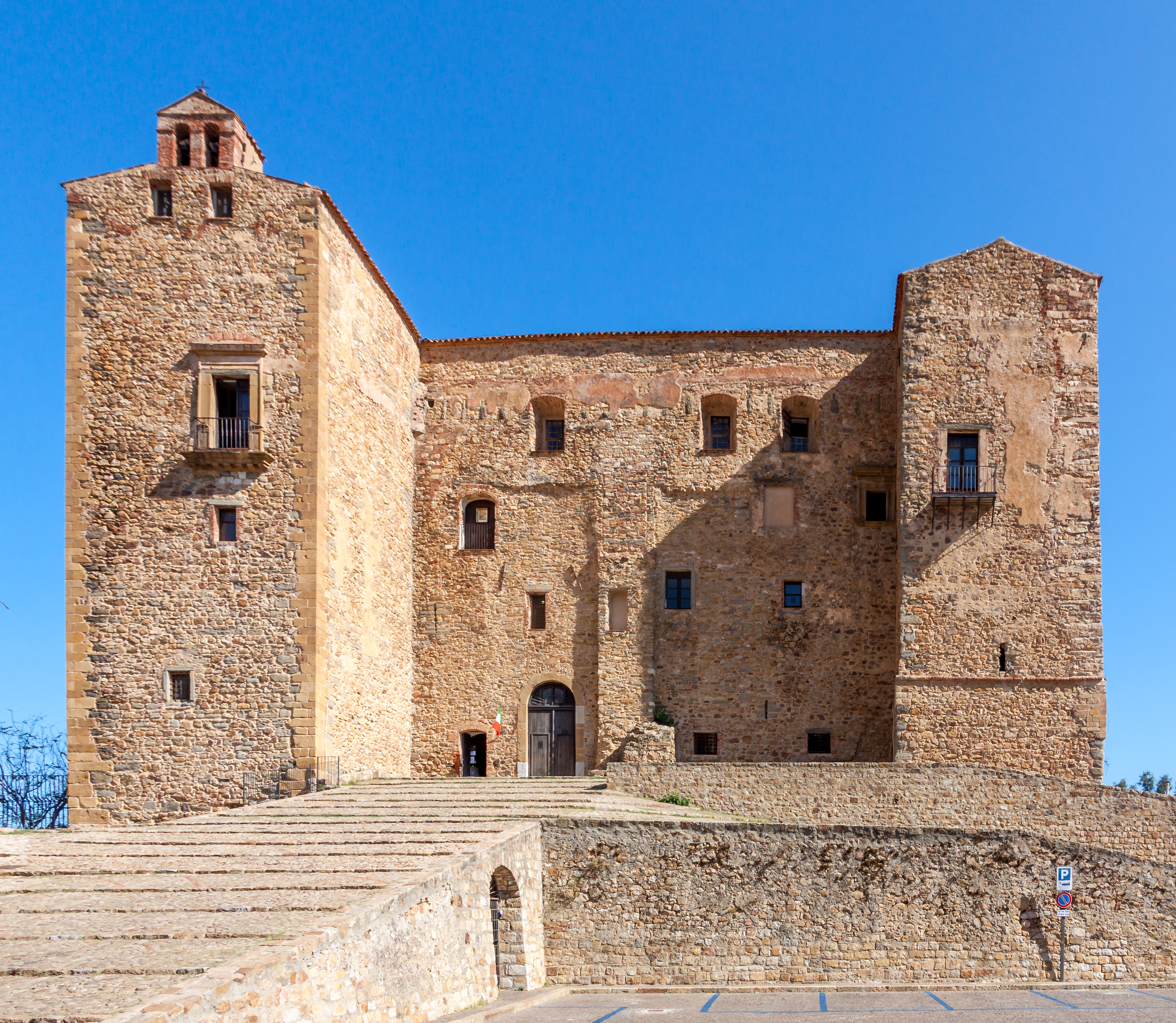
城堡正面

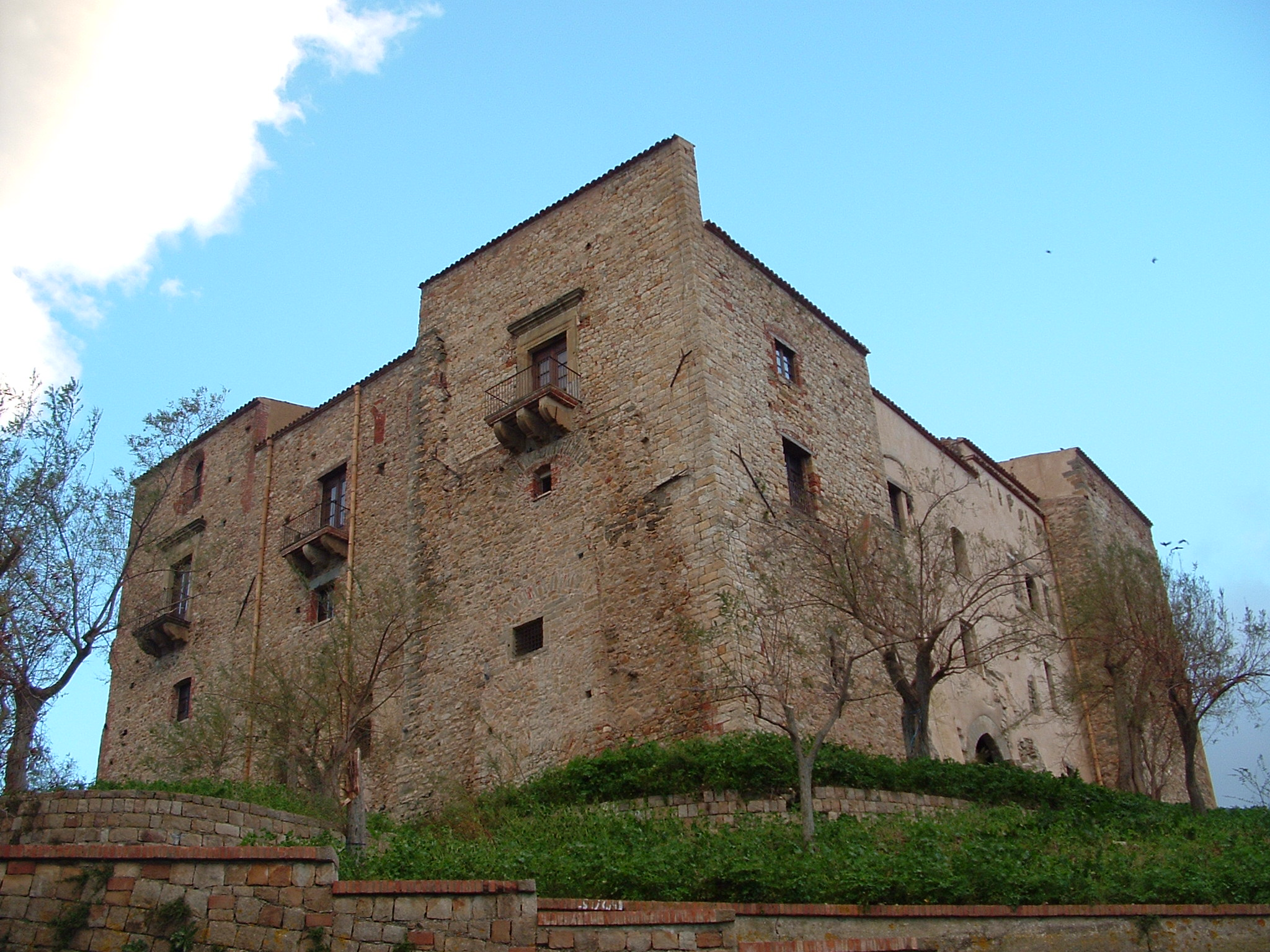
城堡北面

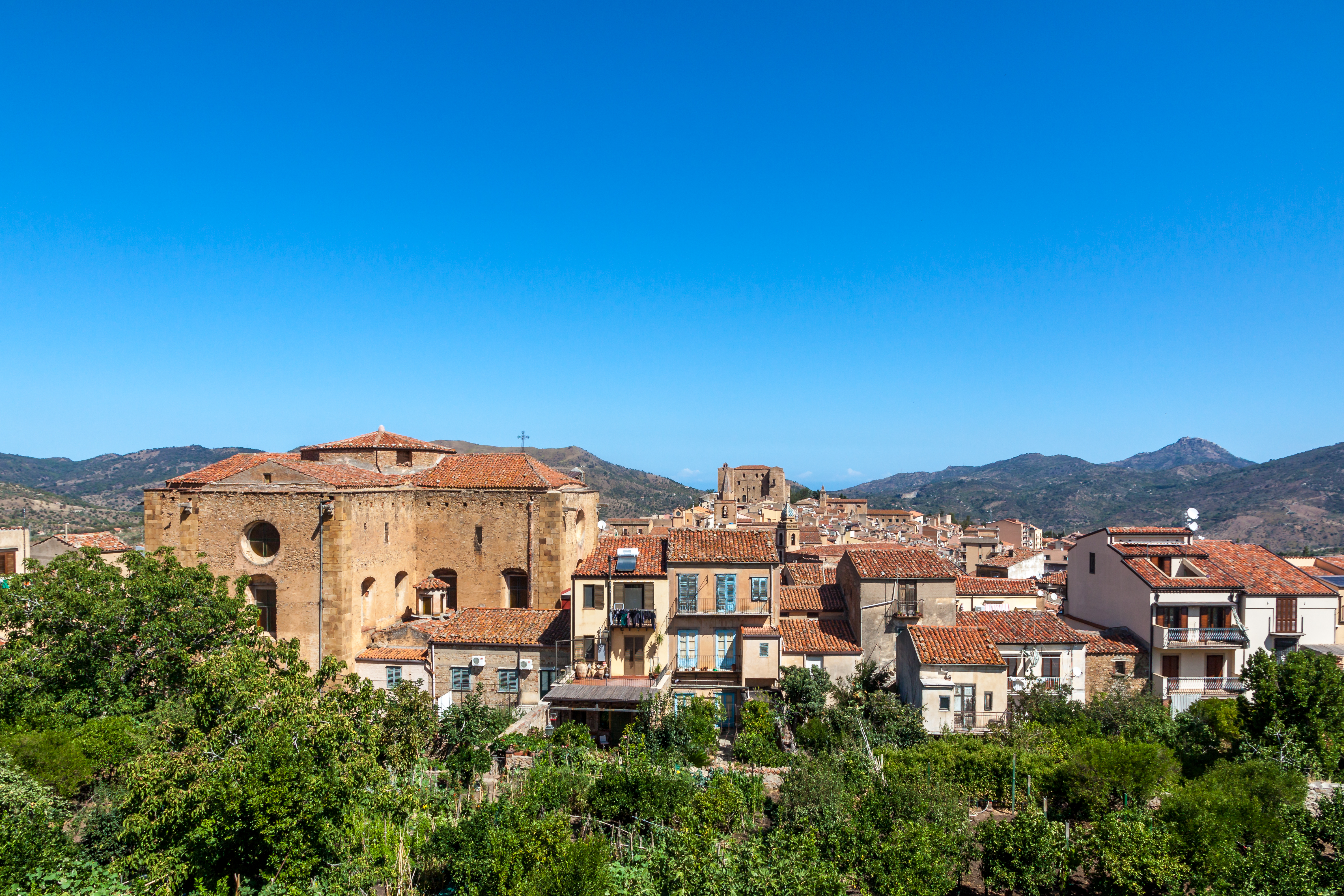
卡斯特尔博诺

### 城堡
卡斯特尔博诺的城堡混合了阿拉伯-诺尔曼以及霍亨斯陶芬王朝统治意大利南部时的城堡建筑风格：它立方体的形状是伊斯蘭建築风格，正方形的塔楼虽然被嵌入正面的露面但是依然反应出诺尔曼建筑风格。垛墙也体现出诺尔曼建筑风格，而圆形的塔楼则体现出腓特烈二世时期的建筑特征。
城堡有三层楼，一楼是给仆人住的，里面的设施简陋，二楼是给贵族住的，里面有豪华的小教堂，三楼是给客人和官员住的。
城堡的小教堂是1683年建造的，建筑材料包括高价的大理石，修饰有雕塑和描绘文蒂米利亚家族重要事件的壁画。聖亞納的圣髑（她的头骨）放在一个坛子里，放在她的塑像的底座里。聖亞納是卡斯特尔博诺的主保聖人。
城堡下面还有传统的地牢和一条通到圣佛朗西斯科教堂的地道。

### 其它名胜
卡斯特尔博诺有多座中世纪和文艺复兴时期建造的教堂。市内还有一座15世纪的喷泉。城堡内有一座艺术博物馆。市内还有一座自然博物馆。

## 事件
每年5月和8月卡斯特尔博诺各举办一次化妆舞会。
每年7月末卡斯特尔博诺举办意大利历史最悠久的公路赛跑。
每年8月在城堡前的广场上举办另类摇滚音乐节。

## 友好城市
- 罗马尼亚錫納亞